# Alexandre Soares dos Santos
Elísio Alexandre Soares dos Santos GCIH • GCM • GOMAIC • GCME (Porto, 23 de Setembro de 1934 – Lisboa, 16 de Agosto de 2019) foi um empresário e filantropo português. Até novembro de 2013, presidiu ao conselho de administração do grupo Jerónimo Martins e Filhos.

## Biografia
Elísio Alexandre Soares dos Santos era filho de Elísio Alexandre dos Santos, comerciante, conhecido como "Badez" e de sua mulher e prima-irmã Maria da Conceição Soares dos Santos, filha de Francisco Manuel dos Santos — empresário, em cuja homenagem seu neto materno criou a Fundação que recebeu o seu nome.

### Carreira
Estudou no Colégio Almeida Garrett, no Porto, e frequentou a Faculdade de Direito da Universidade de Lisboa, cumprindo um desejo do pai, que desejava que o filho se tornasse advogado. Abandonado o curso, no terceiro ano, iniciou, em 1957, a sua carreira profissional na multinacional de distribuição Unilever. Começou como gestor estagiário, tendo passado pela Alemanha e pela Irlanda. Depois seria nomeado diretor de marketing da Unilever Brasil, função que exerceu de 1964 a 1968.
Em 1968, resolve regressar a Portugal, ingressando na empresa familiar, a Sociedade Francisco Manuel dos Santos. Esta empresa era, há muitos anos, parceira da Jerónimo Martins e Soares dos Santos passou a exercer diretamente funções no Conselho de Administração do Grupo Jerónimo Martins, como administrador-delegado. Passava depois a presidente da Comissão Executiva, cargo que acumulou com o de presidente do Conselho de Administração, desde 1996 até 2004.
Em 2009, cria, junto com sua família, a Fundação Francisco Manuel dos Santos, nome do avô materno e tio-avô de Alexandre Soares dos Santos, e que visa estudar os grandes temas nacionais. Esta fundação gere o portal "Pordata", Base de Dados do Portugal Contemporâneo, e lançou uma coleção de livros de Ensaio, a preços reduzidos, sobre temas da atualidade sob o desígnio Conhecer Portugal, pensar o país, e contribuir para a identificação e resolução dos problemas nacionais, assim como promover o debate público.
Foi Presidente do Conselho de Administração do mesmo grupo Jerónimo Martins, Fima Lever Portuguesa, Gelados Olá, supermercados Pingo Doce, cash & carry Recheio, Águas de Vidago, Águas de Melgaço e Pedras Salgadas, Azeite Gallo, Supermercados da Sé no Brasil, Supermercados LillyWite no Reino Unido e as lojas Biedronka, na Polónia, onde o grupo Jerónimo Martins lidera — tal como em Portugal — o mercado da distribuição alimentar, tendo sido substituído na função de CEO pelo seu filho secundogénito,[carece de fontes?] Pedro Manuel da Silveira e Castro Soares dos Santos. Apesar da sua postura patriótica, a sede da sua sociedade familiar (Sociedade Francisco Manuel dos Santos) foi registar-se nos Países Baixos para efeitos de carga fiscal.
Exerceu a presidência do Conselho Geral da Universidade de Aveiro entre 2009 e 2014.
Foi agraciado com os graus de Grande-Oficial da Ordem Civil do Mérito Agrícola, Industrial e Comercial Classe Industrial (28 de maio de 1992), Grã-Cruz da Ordem do Infante D. Henrique (9 de junho de 2000), Grã-Cruz da Ordem do Mérito (17 de janeiro de 2006), Grã-Cruz da Ordem do Mérito Empresarial Classe Comercial (17 de março de 2017). e Comendador da Pontifícia Ordem Equestre de São Gregório Magno do Vaticano ou da Santa Sé (20 de novembro de 2017).

### Fortuna
Em 1998 e 1999, a revista Forbes coloca-o na lista dos mais ricos homens da Europa, com um valor de 2 e 1,9 mil milhões de dólares, respectivamente.
Em março de 2011, a Forbes anunciou que Alexandre Soares dos Santos era o segundo mais rico português, valendo 2,3 mil milhões de dólares (1,65 mil milhões de euros). Ele aparece, segundo a Forbes, no lugar 512 entre os bilionários, não o incluindo na lista de 2010, tendo, todavia, surgido nos 500 mais ricos do Mundo no ano seguinte.
Foi proprietário da Quinta da Parreira, em Vila Nova de Ourém, depois Ourém.

## Casamento e descendência
Casou em Lisboa, São João, na Igreja da Madre de Deus, a 28 de Dezembro de 1957 com Maria Teresa Canas Mendes da Silveira e Castro (Lisboa, Benfica, 17 de Outubro de 1932), única filha e universal herdeira de sua mãe do Oficial de Engenharia Manuel Gonçalves da Silveira de Azevedo e Castro e de sua segunda mulher Zina Canas de Andrade Mendes, de quem tem sete filhos e filhas.

## Morte
Elísio Alexandre Soares dos Santos faleceu em Lisboa a 16 de Agosto de 2019. A causa da morte terá sido cancro no pâncreas.